# Klasztor Bazylianów w Chełmie

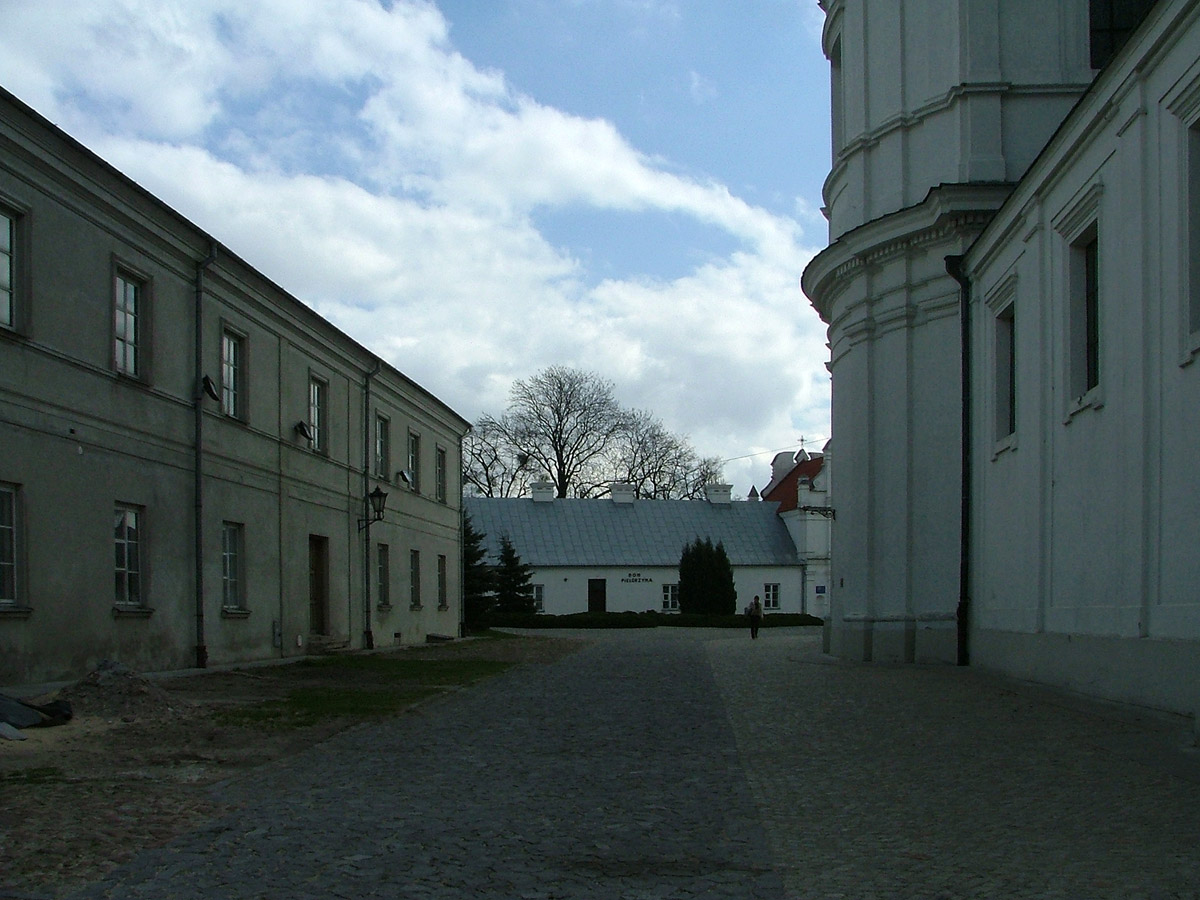
Fragment Klasztoru Bazylianów

Klasztor bazylianów w Chełmie – budynek wzniesiony w latach 1640–1649, wchodzący w skład zespołu budowli sakralnych na Górze Zamkowej w Chełmie. Znajduje się on po północnej stronie Bazyliki NMP, ustawiony jest równolegle do niej. Powstał z fundacji biskupa unickiego Metodego Terleckiego i pierwszego rektora seminarium działającego w tym budynku, Jakuba Suszy.
W 1875 r. po kasacie unii został adaptowany na cele mieszkaniowe. Później w wyniku przebudowy częściowo pozbawiono go cech stylowych. Jest to piętrowy budynek posiadający kolebkowo-krzyżowe sklepienia. Na piętrze zlokalizowany jest dawny refektarz przykryty kolebką z lunetami. W podziemiach znajdują się trzy kondygnacje piwnic.
Obok niego usytuowany jest klasycystyczny, zbudowany na rzucie litery L, jednopiętrowy budynek Chełmskiego Prawosławnego Bractwa Bogurodzicy (powstałego pod koniec XIX wieku). Bractwo miało na celu rusyfikację ziemi chełmskiej. Dawniej przed jego wejściem znajdował się kolumnowy portyk.
Budynek klasztoru bazylianów obecnie wykorzystywany jest do celów mieszkalnych.